# Ellen Andersson (fotbollsspelare)
Ellen Andersson, född 1 augusti 2002 i Stockholm, är en svensk fotbollsspelare som spelar för Mallbackens IF. 

## Karriär
Anderssons moderklubb är Örby IS. Hon spelade därefter som junior för AIK och IF Brommapojkarna innan hon gick till Djurgårdens IF 2018. I april 2021 flyttades Andersson upp i A-laget och skrev på ett tvåårskontrakt.
Under början av året 2022 blev hon utlånad till Mallbackens IF. Inför säsongen 2023 blev det en permanent övergång till klubben.